# Сан-Диего Галлз
«Сан-Дие́го Галлз» (англ. San Diego Gulls) — профессиональный хоккейный клуб, выступающий в Тихоокеанском дивизионе Западной конференции Американской хоккейной лиги с сезона 2015–16. Базируется в городе Сан-Диего, штат Калифорния, США. Является фарм-клубом команды НХЛ «Анахайм Дакс». Домашние игры проводит в «Печанга Арене». Является пятой хоккейной командой из Сан-Диего, называющейся «Галлз». Команда была создана в результате переезда команды «Норфолк Эдмиралс» и ещё шести команд для образования нового Тихоокеанского дивизиона АХЛ.

## История
29 января 2015 года, «Анахайм Дакс» объявили о том, что они покупают свой дочерний клуб из АХЛ, «Норфолк Эдмиралс», и перевозят его в Сан-Диего в качестве одного из членов новообразованного Тихоокеанского дивизиона АХЛ. Домашние игры «Галлз» играют в «Вэлли Вью Казино-центре» и являются шестой профессиональной хоккейной командой, играющей в городе, до этого были самые первые «Сан-Диего Галлз» из Западной Хоккейной Лиги (1966-74), «Сан-Диего Маринерс» из ВХА (1974-77), «Сан-Диего Хоукс/Маринерс» из Тихоокеанской Хоккейной Лиги, потом вторые «Сан-Диего Галлз» из ИХЛ и третьи «Сан-Диего Галлз» в Хоккейной Лиге Западного Побережья (1995-2003) и ECHL (2003-06).
Название, цвета и логотип новой команды были названы 22 февраля 2015 года на «Фестивале хоккея» в Сан-Диего. Фестиваль был признан успешным, так как собрал больше 8 с половиной тысяч поклонников хоккея в городе.
«Сан-Диего Галлз» сыграли свой первый домашний матч в истории 10 октября 2015 года, соперником был «Гранд-Рапидс Гриффинс». Команда показала потрясающую посещаемость в первом же сезоне, которая составила 8675 зрителей в среднем и стала второй в Лиге после «Херши Беарс».

### Принципиальные соперники
«Сан-Диего Галлз» считают «Онтарио Рейн», дочерний клуб «Лос-Анджелес Кингс», своими самыми принципиальными соперниками в Лиге. Команды встречались во втором раунде плей-офф 2016 года, тогда «Онтарио» был сильнее со счётом 1-4. «Чайки» вернули соперникам должок годом позднее, когда обыграли своих южнокалифорнийских соперников уже в первом раунде плей-офф со счётом 3-2.

## Статистика
Сокращения: И = сыгранные матчи в регулярном чемпионате, В = победы, П = поражения, ПО = поражения в овертаймах, ПБ = поражения по буллитам, Проц = процент набранных очков, ШЗ = забитые шайбы, ШП = пропущенные шайбы, Место = место, занятое в указанном дивизионе по итогам регулярного чемпионата, Плей-офф = результат выступления в плей-офф
| Сезон   | И  | В  | П  | ПО | ПБ | Очки | Проц  | ШЗ  | ШП  | Место             | Плей-офф                           |
| 2015–16 | 68 | 39 | 23 | 4  | 2  | 84   | 61.8% | 208 | 200 | 2, Тихоокеанский  | вылетели во втором раунде          |
| 2016–17 | 68 | 43 | 20 | 3  | 2  | 91   | 66.9% | 221 | 178 | 2, Тихоокеанский  | вылетели во втором раунде          |
| 2017–18 | 68 | 36 | 28 | 3  | 1  | 76   | 55.9% | 202 | 197 | 5, Тихоокеанский  | не участвовали                     |
| 2018–19 | 68 | 36 | 24 | 5  | 3  | 80   | 58.8% | 239 | 221 | 3, Тихоокеанский  | вылетели в третьем раунде          |
| 2019–20 | 57 | 30 | 19 | 6  | 2  | 68   | 59.6% | 185 | 164 | 4, Тихоокеанский  | отменён                            |
| 2020–21 | 44 | 26 | 17 | 1  | 0  | 53   | 60.2% | 153 | 142 | 3, Тихоокеанский  | вылетели в третьем раунде          |
| 2021–22 | 68 | 28 | 33 | 4  | 3  | 63   | 46.3% | 197 | 223 | 7, Тихоокеанский  | вылетели в квалификационном раунде |
| 2022–23 | 72 | 20 | 49 | 2  | 1  | 43   | 29.9% | 180 | 281 | 10, Тихоокеанский | не участвовали                     |
| 2023–24 | 72 | 26 | 35 | 10 | 1  | 63   | 43.8% | 216 | 245 | 9, Тихоокеанский  | не участвовали                     |

## Игроки

### Основной состав
| №                         | Игрок           | Страна                    | Хват    | Дата рождения            | Рост    | Вес     | Контракт             |
| Вратари                   | Вратари         | Вратари                   | Вратари | Вратари                  | Вратари | Вратари | Вратари              |
| ------------------------- | --------------- | ------------------------- | ------- | ------------------------ | ------- | ------- | -------------------- |
| 41                        | Дэниел Маннелла | Канада                    | Левый   | 24 августа 1995 (29 лет) | 185 см  | 85 кг   | Сан-Диего Галлз /АХЛ |
| Защитники                 |                 |                           |         |                          |         |         |                      |
| 38                        | Лука Профака    | Канада                    | Правый  | 30 марта 2002 (23 года)  | 188 см  | 89 кг   | Сан-Диего Галлз /АХЛ |
| 39                        | Николас Бруйяр  | Канада                    | Левый   | 7 февраля 1995 (30 лет)  | 180 см  | 76 кг   | Сан-Диего Галлз /АХЛ |
| 44                        | Джош Хили       | Канада                    | Левый   | 12 июля 1994 (30 лет)    | 180 см  | 93 кг   | Сан-Диего Галлз /АХЛ |
| Левые крайние нападающие  |                 |                           |         |                          |         |         |                      |
| Центрфорварды             |                 |                           |         |                          |         |         |                      |
| 43                        | Дэвид Коттон    | Соединённые Штаты Америки | Левый   | 9 июля 1997 (28 лет)     | 190 см  | 86 кг   | Сан-Диего Галлз /АХЛ |
| Правые крайние нападающие |                 |                           |         |                          |         |         |                      |
| 15                        | Дмитрий Осипов  | Россия                    | Правый  | 4 октября 1996 (28 лет)  | 190 см  | 106 кг  | Сан-Диего Галлз /АХЛ |
| 42                        | Трэвис Хоу      | Соединённые Штаты Америки | Правый  | 10 февраля 1994 (31 год) | 193 см  | 107 кг  | Сан-Диего Галлз /АХЛ |